# 브루누 호드리게스 모타
브루누 호드리게스 모타(포르투갈어: Bruno Rodrigues Mota, 1996년 2월 10일~)는 브라질의 축구 선수로 현재 대한민국 K리그1의 FC 안양에서 공격수로 활약 중이다.